# Regina A. Sabric

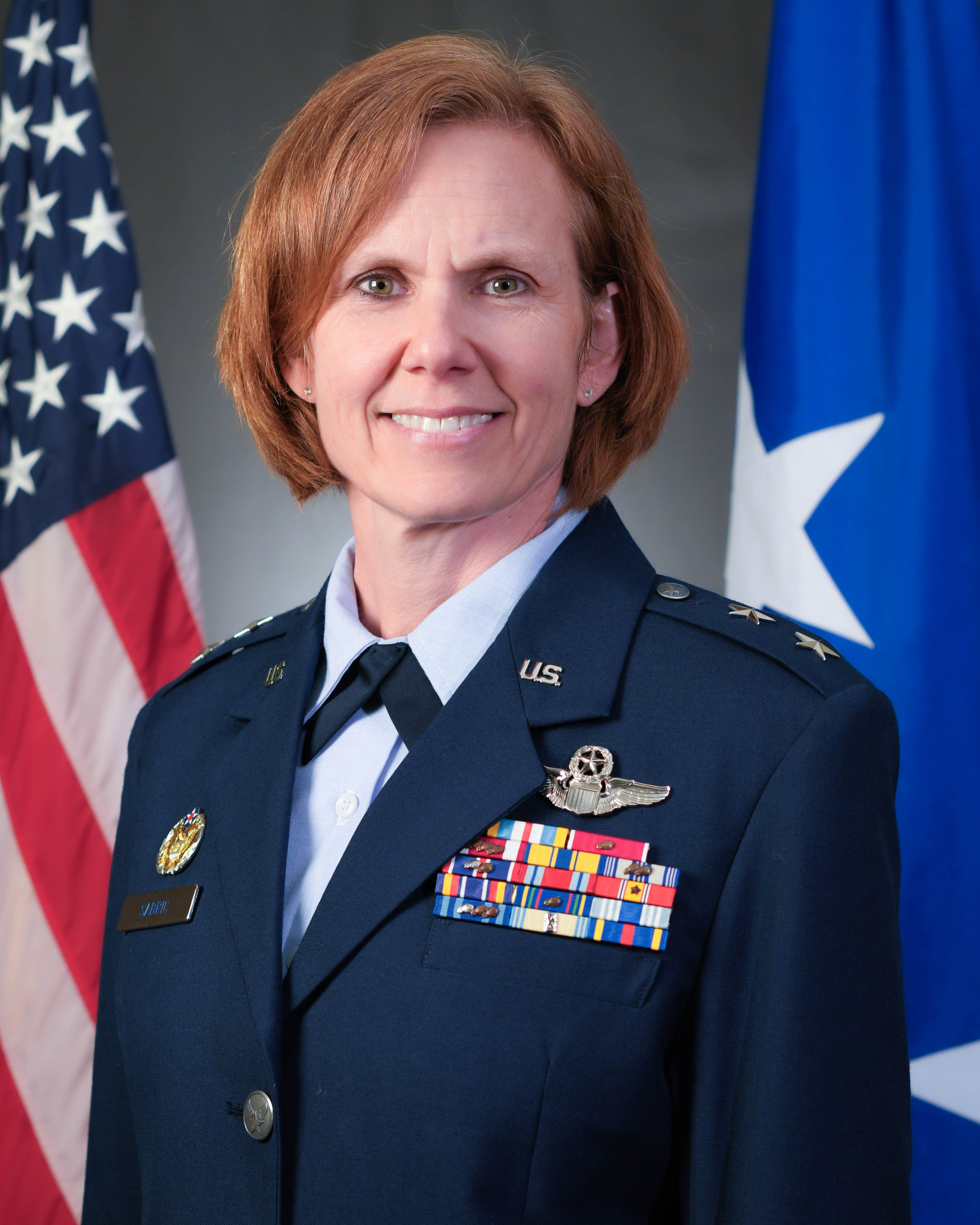
Regina A. Sabric (2024)

Regina A. Sabric (* um 1974) ist eine Offizierin der United States Air Force im Range eines Generalmajors. Bis zum 8. Juni 2025 kommandierte sie die 10. Luftflotte.
Sie studierte zunächst an der Pennsylvania State University. Über die Officer Training School gelangte sie im Jahr 1996 in das Offizierskorps der United States Air Force. In dieser durchlief sie anschließend alle Offiziersränge vom Leutnant bis zum Zwei-Sterne-General.
Im Lauf ihrer militärischen Karriere absolvierte sie verschiedene Kurse und Schulungen. Dazu gehörten unter anderem eine Ausbildung zur Flugnavigatorin, Kampfpilotin und weitere Fortbildungskurse als Pilotin von neuen Flugzeugtypen; die Squadron Officer School auf der Maxwell Air Force Base in Alabama; das Air Command and Staff College über einen Fernkurs; die Flight Safety Officer School auf der Kirtland Air Force Base in New Mexico; der Reserve Component National Security Course; der Advanced Joint Professional Military Education Course; das Naval War College in Newport in Rhode Island; die NATO School Oberammergau und das Senior Leader Security Seminar. Außerdem erhielt sie akademische Grade von der American Military University und der University of North Carolina at Chapel Hill.
In ihren frühen Jahren als Offizierin der Luftwaffe war sie an verschiedenen Stützpunkten stationiert. Dabei war sie als Pilotin, Flugausbilderin oder Stabsoffizierin bei unterschiedlichen Einheiten tätig. Dazwischen absolvierte sie die erwähnten Schulungen. Zwischen Februar 1999 und Juni 2000 war sie als Waffenoffizierin (Weapons System Officer) mit der 494. Kampfstaffel (494th Fighting Squadron) auf der britischen Flugbasis Lakenheath stationiert. Zu ihren militärischen Einsätzen als Pilotin gehörten die Operation Allied Force im Rahmen des Kosovokriegs, die Operation Enduring Freedom und der Irakkrieg.
Im Jahr 2011 schied Regina Sabric aus dem aktiven Militärdienst aus und wechselte ins zivile Leben. Sie gehörte aber in der Folge bis heute zur Reserve der Air Force und wurde immer wieder zum Militärdienst eingezogen, wo sie in Reserveeinheiten dient und militärische Aufgaben wahrnimmt. Zwischen April 2014 und Juni 2016 war sie in unterschiedlichen Funktionen im Hauptquartier der Luftwaffe tätig. Anschließend übernahm sie auf dem Duke Field in Florida das Kommando über die 919th Special Operations Group, das sie bis zum April 2018 innehatte.
Ihre nächste militärische Mission führte sie auf die Hill Air Force Base in Utah, wo sie zwischen April 2018 und April 2020 das 419. Kampfgeschwader (419th Fighter Wing) befehligte. Es folgte eine Versetzung nach Doral in Florida. Dort war Regina Sabric bis zum Mai 2022 Leiterin der Stabsabteilung für Operationen (Deputy Director of Operations) beim United States Southern Command. Danach war sie bis zum August 2023 als Einberufungsbeauftragte (Mobilization Assistant) in der Stabsabteilung für Operationen im Hauptquartier der Air Force tätig.
Am 4. August 2023 übernahm Regina Sabric auf der Naval Air Station Joint Reserve Base Fort Worth als Nachfolgerin von Bryan P. Radliff das Kommando über die 10. Luftflotte. Dieses Amt bekleidete sie bis zum 8. Juni 2025. Danach wurde sie stellvertretende Kommandeurin des Air Force Reserve Commands auf der Robins Air Force Base in Georgia. Diese Aufgabe erfüllt sie bis heute (Juli 2025).
Während ihrer aktiven Zeit als Militärpilotin absolvierte sie über 2700 Flugstunden auf verschiedenen Flugzeugtypen.

## Daten der Beförderungen
| Abzeichen | Rang               | Jahr             |
| --------- | ------------------ | ---------------- |
|           | Second Lieutenant  | 15. März 1996    |
|           | First Lieutenant   | 15. März 1998    |
|           | Captain            | 15. März 2000    |
|           | Major              | 1. März 2006     |
|           | Lieutenant Colonel | 1. April 2011    |
|           | Colonel            | 10. Juni 2016    |
|           | Brigadier General  | 25. Februar 2021 |
|           | Major General      | 29. Januar 2024  |

## Orden und Auszeichnungen
Regina Sabric erhielt im Lauf seiner militärischen Laufbahn unter anderem folgende Auszeichnungen:
- Defense Superior Service Medal
- Legion of Merit
- Meritorious Service Medal
- Air and Space Commendation Medal
- Air and Space Achievement Medal
- Air Force Outstanding Unit Award
- Combat Readiness Medal
- National Defense Service Medal
- Global War on Terrorism Service Medal
- Nuclear Deterrence Operations Service Medal
- Air and Space Longevity Service Award
- Armed Forces Reserve Medal